# Triangle: Live at OHM, 1987
Triangle: Live at OHM 1987 ist ein Musikalbum von Peter Brötzmann und Sabu Toyozumi. Die am 7. Dezember 1987 im Veranstaltungsort OHM, Koiwa, Tokyo, entstandenen Aufnahmen erschienen am 22. September 2023 auf NoBusiness Records.

## Hintergrund
Triangle—Live at OHM, 1987 ist eine Aufnahme, die bei einer Tournee von Peter Brötzmann in Japan entstand, wo er mit dem Free-Jazz-Musiker Sabu Toyozumi auftrat. Dies war nicht das erste Treffen der beiden Musiker; die beiden haben ein paar Alben veröffentlicht, wie etwa Live in Japan 1982 (Improvised Company, 1999) und Live in Okayama 1987 (Improvised Company, 2000), letzteres mit Derek Bailey.
Das Label NoBusiness Records hat dieser Mitschnitt vom Dezember 1987 in Tokio veröffentlicht, so wie auch weitere Alben von Toyozumi auf NoBusiness erschienen sind, darunter Duos mit Mats Gustafsson, Paul Rutherford, Wadada Leo Smith, Kaoru Abe, Masahiko Satoh und Yūji Takahashi. Der 1943, zwei Jahre nach Brötzmann geborene japanische Schlagzeuger hat eine Karriere, die sehr parallel zu der seines Saxophonisten-Partners verläuft, meint Mark Corroto. Bei seinen Erkundungen in der freien Musik und dem Noise begegnete er auch Misha Mengelberg, Keiji Haino, Otomo Yoshihide, Barre Phillips, Han Bennink und Fred Van Hove.

## Titelliste
- Peter Brötzmann / Sabu Toyozumi: Triangle – Live at OHM 1987 (NoBusiness Records NBCD 160)[2]

1. Spinal Column 7:21
2. Toh-ro 8:00
3. Yuh-ru Yuru 5:52
4. Membrane System 2:31
5. Triangle 3:24
6. Valentine Chocolate 4:29
7. Depth of Focus 14:19
8. Peter & Sabu’s Points 6:55

## Rezeption

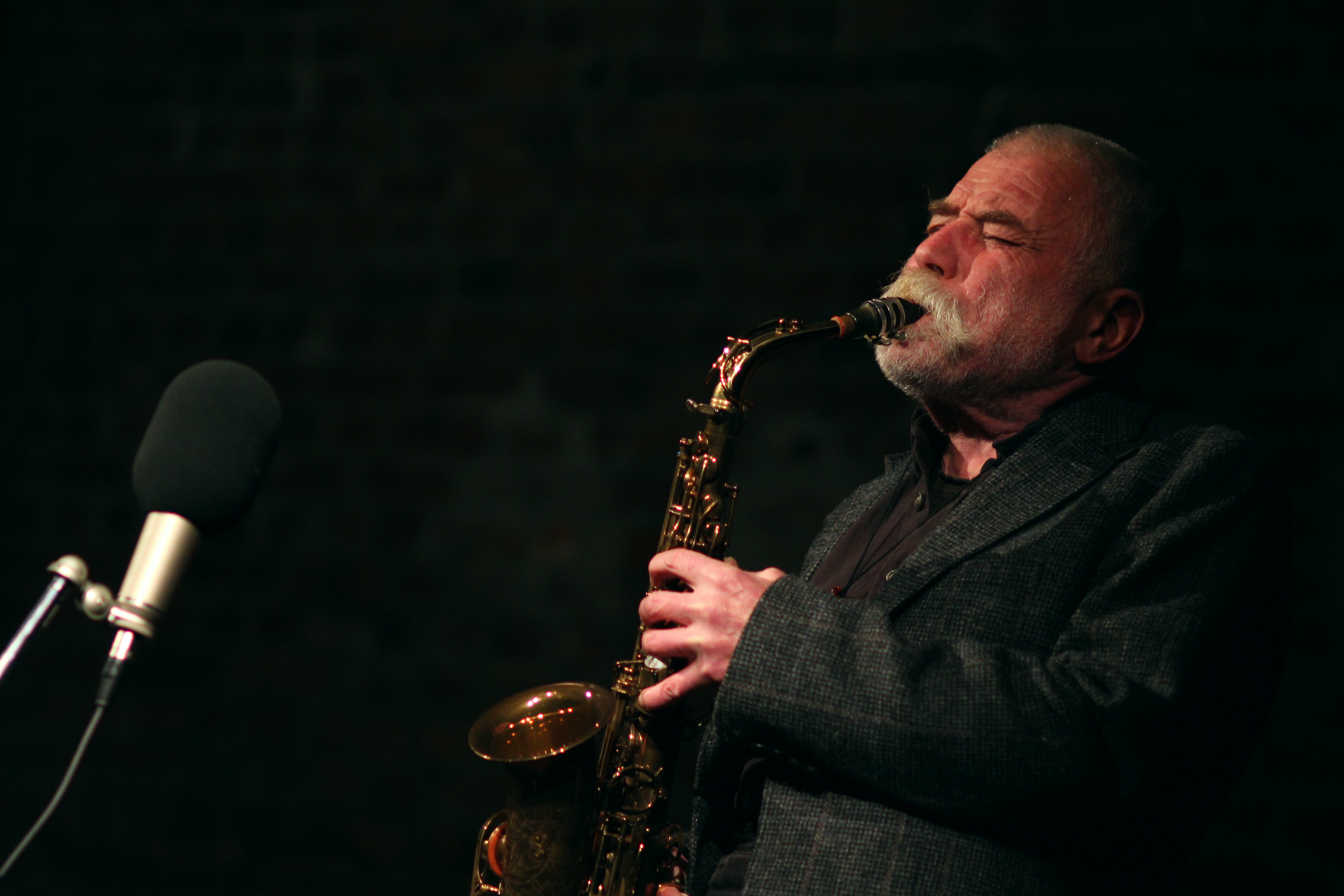
Peter Brötzmann 2013

Nach Ansicht von John Sharpe, der das Album in All About Jazz rezensierte, wird Brötzmann seinem Ruf gerecht; so gebe es hier jede Menge „Feuerspucken mit eiserner Lunge“, aber er dämpfe dann die erwarteten Wildheitsausbrüche mit gedämpftem Gemurmel und verhärmter Lyrik. Die gelegentlich gedämpfte Lautstärke des Holzbläsers verleihe der Session eine neuartige Dynamik und lasse Toyozumis perkussiven Ausdruck stärker hervortreten.
Bei dem Konzertmitschnitt handele es sich um ein Kleinod, schrieb Mark Corroto (All About Jazz). Toyozumis Umgang mit Brötzmann auf Triangle: Live at OHM, 1987 erinnere an die Pedal-Steel-Gitarristin Heather Leigh; wie diese versuche er nicht, Brötzmann mit seinem kraftvollen Sound zu konkurrieren. Sein Ansatz – der sich eindeutig auf den Saxophonisten auswirke – bestehe vielmehr darin, einen gleichmäßigen Anschlag beizubehalten, der sich auf Brötzmann konzentriere und den Ansatz des großen Mannes oft abschwäche. So werde Toyozumis gedämpfter Puls vom Saxophonisten im Titelstück kopiert. Wo dieser das obere Register seines Instrumentes erkunde, zögerten die Trommeln und der Saxophonist ebenfalls. „Da Toyozumi in seinem Spiel Raum einsetzt, können wir davon ausgehen, dass dies Brötzmanns Entscheidung beeinflusst hat, sein Tenorsaxophon gegen Tarogato einzutauschen“.
Der in Tokio aufgenommene Mitschnitt beschreibe detailliert, wie Sabu Toyozumi, ein japanischer Free Jazzer der ersten Generation, der im Laufe seiner 60-jährigen Karriere mit zahlreichen einheimischen, europäischen und amerikanischen Künstlern zusammengearbeitet hat, mit dem deutschen Saxophonisten und Tárogató-Spieler Peter Brötzmann zusammentraf. Das Bemühen beider Musiker, keine Gefangenen zu machen, sei „musikalisch heftiger, als die kriegerischen Aktivitäten“ Deutschlands und Japans vor und während des Zweiten Weltkriegs, glaubt Ken Waxman (JazzWord).